# Shahrestān di Andimeshk
Lo shahrestān di Andimeshk (farsi شهرستان اندیمشک) è uno dei 26 shahrestān del Khūzestān, in Iran. Il capoluogo è Andimeshk.